# Alain Dubois
Alain Camille Paul Dubois (* 4. Juni 1948 in Paris) ist ein französischer Herpetologe und Professor am Muséum national d’histoire naturelle.

## Leben
Dubois ist der Sohn von Jacques und Suzanne Dubois. Bereits als Kind sammelte er Fische, Insekten und Kaulquappen und im Alter von zwölf Jahren schrieb er seine ersten Verbreitungsnotizen. Er wurde später Mitglied der SONALYCA (SOciété des NAturalistes du LYcée CArnot) und war ein begeisterter Leser der Schriften von Jean-Henri Fabre. Ebenfalls beeinflusst wurde er von Jean Rostand, der über experimentelle Embryologie und Abnormitäten bei Amphibien forschte. Als Wissenschaftler besuchte Dubois regelmäßig die Sonntagmittage in Rostands Haus in Ville-d’Avray, wo Prominente aus Kunst, Literatur und Wissenschaft über ihr Werk diskutierten. Unter der Leitung von Jean Rostand begann er mit der Arbeit an amphibischen Abnormitäten und veröffentlichte seine ersten wissenschaftlichen Arbeiten zu diesen Themen. Nach dem Schulabschluss im Jahr 1964 schrieb er sich 1965 in die wissenschaftliche Fakultät der Universität von Paris ein, wo er Biologie in den Ausrichtungen Zoologie, Tierphysiologie, Embryologie, Genetik und Ökologie sowie Psychologie und Englisch studierte. Während seiner Universitätszeit nahm Dubois an den Studentenunruhen im Mai 1968 teil. Im selben Jahr absolvierte er per Anhalter oder per Bus eine Reise von Paris über die Türkei, den Iran, Afghanistan, Pakistan, Indien bis nach Nepal, wo er 14 Monate verbrachte, um die Froschlurche zu studieren. Dubois sammelte über 10.000 Proben, machte präzise Feldnotizen und perfektionierte das Wissen über die Amphibien Nepals, indem er zahlreiche neue Arten beschrieb sowie Verbreitungsgebiete und biogeografische Muster aufzeigte.
Das in Nepal zusammengetragene Material diente Dubois als Grundlage für seine Dissertation Contribution à l'étude des Amphibiens du Népal: les Grenouilles du sous-genre Paa (Famille Ranidae, Genre Rana), mit der er 1976 unter der Leitung von Maxime Lamotte an der École normale supérieure de Paris zum Doktor der Philosophie promoviert wurde. 
Dubois’ früheren Studien über die Abnormitäten bei europäischen Fröschen und Kröten waren für ihn sehr hilfreich, als er eine große Anzahl von nepalesischen Fröschen für eine intraspezifische Untersuchung der Artenvielfalt studierte. Er dehnte seine taxonomische Arbeit auf Süd- und Südostasien aus und strebte einen weltweiten Ansatz für die Nomenklatur und Taxonomie von Amphibien an. 
1978 erhielt Dubois eine Stelle als Techniker beim Muséum national d’histoire naturelle (MNHN). 1989 wurde er zum Professeur des Grands établissements und Directeur de Laboratoire du Muséum ernannt. Während seiner Zeit im MNHN hatte er zahlreiche administrative Aufgaben auf lokaler und nationaler Ebene inne, insbesondere für die Forschung und Verwaltung im Museum und die Rekrutierung von Forschern sowohl für das MNHN als auch im ganzen Land. Aufgrund der sich ändernden Regeln und Vorschriften des Museums entwickelten sich neue Verantwortungsbereiche für Dubois im MNHN und ermöglichten es ihm, mehr Zeit für die Forschung aufzuwenden. 
Dubois verbrachte einen wichtigen Teil seiner Karriere mit Feldstudien und Sammelexpeditionen. Er besuchte rund 20 Länder in Europa, Asien und Nordafrika. Neben seiner herausragenden Sammlung nepalesischer Amphibien leistete er wichtige Beiträge zu den Amphibien-Sammlungen von Frankreich, Griechenland, Italien, Marokko, Pakistan, Spanien und der Türkei.
Dubois’ Forschungsschwerpunkte umfassen die evolutionäre Systematik der Amphibien, insbesondere die Froschlurche der Orientalis und der Paläarktis, unter Verwendung der Morphologie und Morphometrie als Methoden, Revisionen sowie die Beschreibung neuer Taxa, theoretische Werke von allgemeinem Interesse in der Zoologie, die Erhaltungsbiologie, die Evolutionssystematik und die Nomenklatur der Amphibien und Reptilien, Populationsbiologie der europäischen Amphibien, die Erhaltung von Arten und Populationen der Amphibien und ihrer Lebensräume sowie die Bioakustik bei Amphibien.
Dubois beschrieb mehr als 120 Taxa, davon sind mehr als die Hälfte Gattungen.

## Ehrenbürger und Dedikationsnamen
2011 wurde Dubois zum Ehrenbürger der italienischen Gemeinde Fagnano Castello ernannt. 2006 und 2010 wurden die Ruderfroscharten Raorchestes dubois sowie Rhacophorus duboisi und 2016 die Froschart Indirana duboisi aus der Familie Ranixalidae nach Alain Dubois benannt.

## Schriften (Auswahl)
- La nomenclature supragénérique des amphibiens Anoures, 1984
- Le genre en zoologie: Essai de systématique théorique, 1988
- The genus in zoology: A contribution to the theory of evolutionary systematics, 1988
- Service des Disparus, 1999
- (mit Pierre Drogi) Métamorphoses, 2008
- (mit Julien Delord und Philippe Bouchet) L’extinction d’espèce: Histoire d’un concept et enjeux éthiques, 2010
- (mit Jean Rostand und Jacques Testart) Un biologiste contre le nucléaire, 2012
- (mit M. J. Fouquette, Jr.) A checklist of North American amphibians and reptiles: the United States and Canada, 2014
- (mit Annemarie Ohler) La vie des grenouilles, 2015
- (mit Annemarie Ohler) Évolution, extinction: le message des grenouilles, 2017
- (mit Klaus Henle) Studies on anomalies in natural populations of amphibians, 2017
- (mit Claude Miaud und Jean Muratet) Les amphibiens de France: guide d’identification des oeufs et des larves, 2018